# Sericolea gjellerupii
Sericolea gjellerupii är en tvåhjärtbladig växtart som beskrevs av Oswald Schmidt. Sericolea gjellerupii ingår i släktet Sericolea och familjen Elaeocarpaceae. Inga underarter finns listade i Catalogue of Life.